# Clutton (Cheshire)
Clutton – osada i civil parish w Anglii, w hrabstwie ceremonialnym Cheshire, w dystrykcie (unitary authority) Cheshire West and Chester. W 2011 roku civil parish liczyła 371 mieszkańców. Clutton jest wspomniana w Domesday Book (1086) jako Clutone.